# Kapellebrug (Hulst)

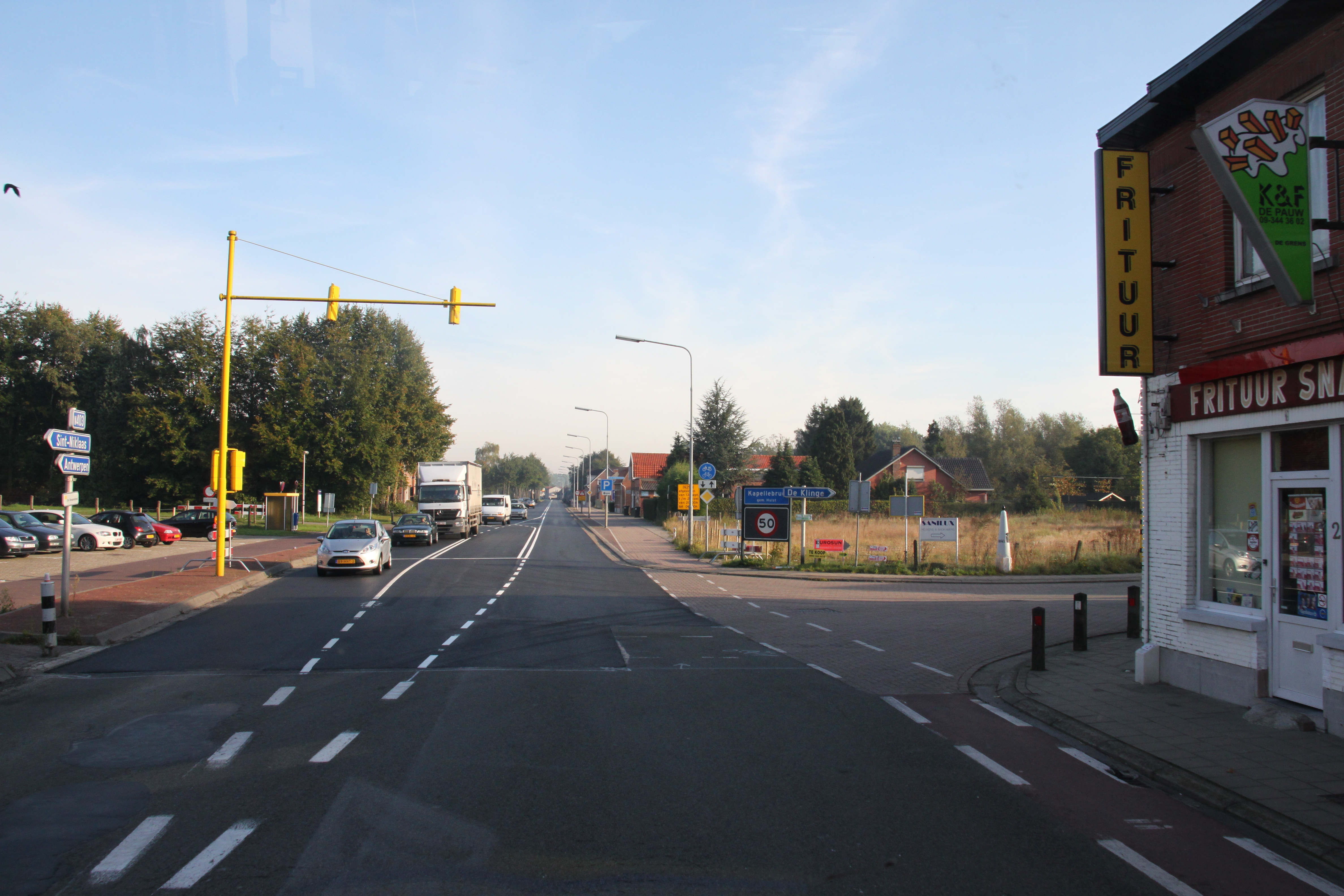
Het dorp Kapellebrug ligt op de grens van Nederland en België. Op de foto is te zien dat de kruising nog net in België ligt, een paar meter er achter ligt Nederland.

Kapellebrug is een klein dorp in de gemeente Hulst, in de Nederlandse provincie Zeeland. Het direct ten zuiden van Sint Jansteen gelegen dorp heeft 355 inwoners (2023). Tot april 1970 behoorde het tot de gemeente Clinge.
Kapellebrug is als lintdorp gelegen langs de Gentsevaart, de latere rijksweg N60 en is met name bekend als grensplaats; het zuidelijke deel van het dorp wordt door de Belgisch-Nederlandse rijksgrens doorsneden. Door de nabijheid van de grens beschikt Kapellebrug over een voor een dorp van deze omvang relatief groot aantal voorzieningen als winkels ("De eerste resp. laatste supermarkt in Holland") en tankstations.
Kapellebrug is ontstaan rond de Kapel Onze-Lieve-Vrouw ter Eecken aan de Gentsevaart. In de nabijheid van deze kapel lag een brug over de Gentsevaart.
Tot 1976 had Kapellebrug een eigen lagere school. Deze is echter gefuseerd met scholen in Sint Jansteen en het schooltje in Kapellebrug is opgeheven.

## Bezienswaardigheden
- Kapel Onze-Lieve-Vrouw ter Eecken, op de hoek van de Gentsevaart en de Brouwerijstraat, uit 1935 maar bedevaartsoord sinds de late Middeleeuwen.

## Natuur en landschap
Kapellebrug ligt in een bosrijke omgeving. Ten oosten van Kapellebrug bevinden zich de Clingse bossen en de Steense bossen, terwijl in het westen de Wilde Landen zijn te vinden.

## Economie
In 1958 vestigde zich het bedrijf Interjute in Kapellebrug. Dit handelde in gebruikte jute zakken en ging later ook grote zakken, waaronder big bags, produceren van polypropyleen, versterkt met geweven jute.

## Nabijgelegen kernen
Sint Jansteen, Clinge, De Klinge, Stekene